# Bandeira de Horizonte (Ceará)
A bandeira de Horizonte é um dos símbolos oficiais do município de Horizonte, no estado brasileiro do Ceará.

## Descrição
Seu desenho consiste em um retângulo com uma borda verde que delimita um retângulo interno. Duas linhas diagonais que partem dos cantos do retângulo interno dividem o retângulo interno em quatro campos triangulares nas cores amarela e branca alternadas, sendo as superior e inferior amarelas e as laterais brancas. No centro da bandeira está o brasão municipal.

## Simbolismo

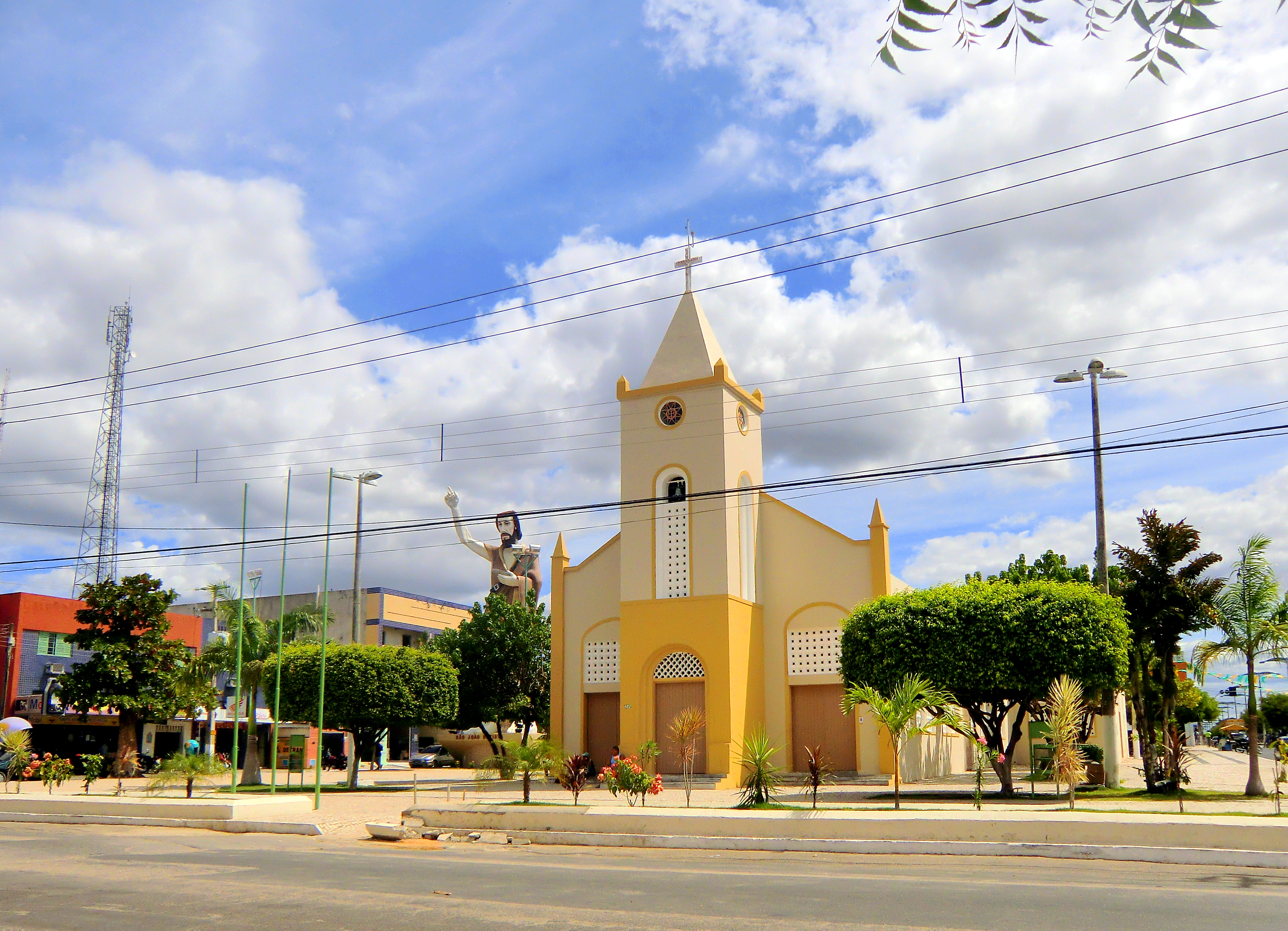
A igreja matriz de Horizonte é representada na bandeira municipal

Dentre os elementos que constam no brasão municipal que faz parte da bandeira, está um galo e um caju representam, respectivamente, a avilcultura e cajucultura, que são as principais atividades agropecuárias do município. além disso, uma engrenagem, representa o setor industrial, principal atividade econômica. Há também uma estrada que representa a BR-116 que é a principal via do município.
No centro do brasão está um desenho da Igreja-Matriz da Paróquia São João Batista. As quatro estrelas representam os quatro distritos, que são Horizonte (sede), Aningas, Dourado e Queimadas.